# Fiat Barchetta
Fiat Barchetta (в перекладі означає "маленький човен") — двомісний передньоприводний родстер, що виготовлявся італійською компанією Fiat з початку 1995 до середини 2005 року. Автомобіль побудований на платформі Fiat Punto і є відповіддю на успіх Mazda MX-5.

## Опис

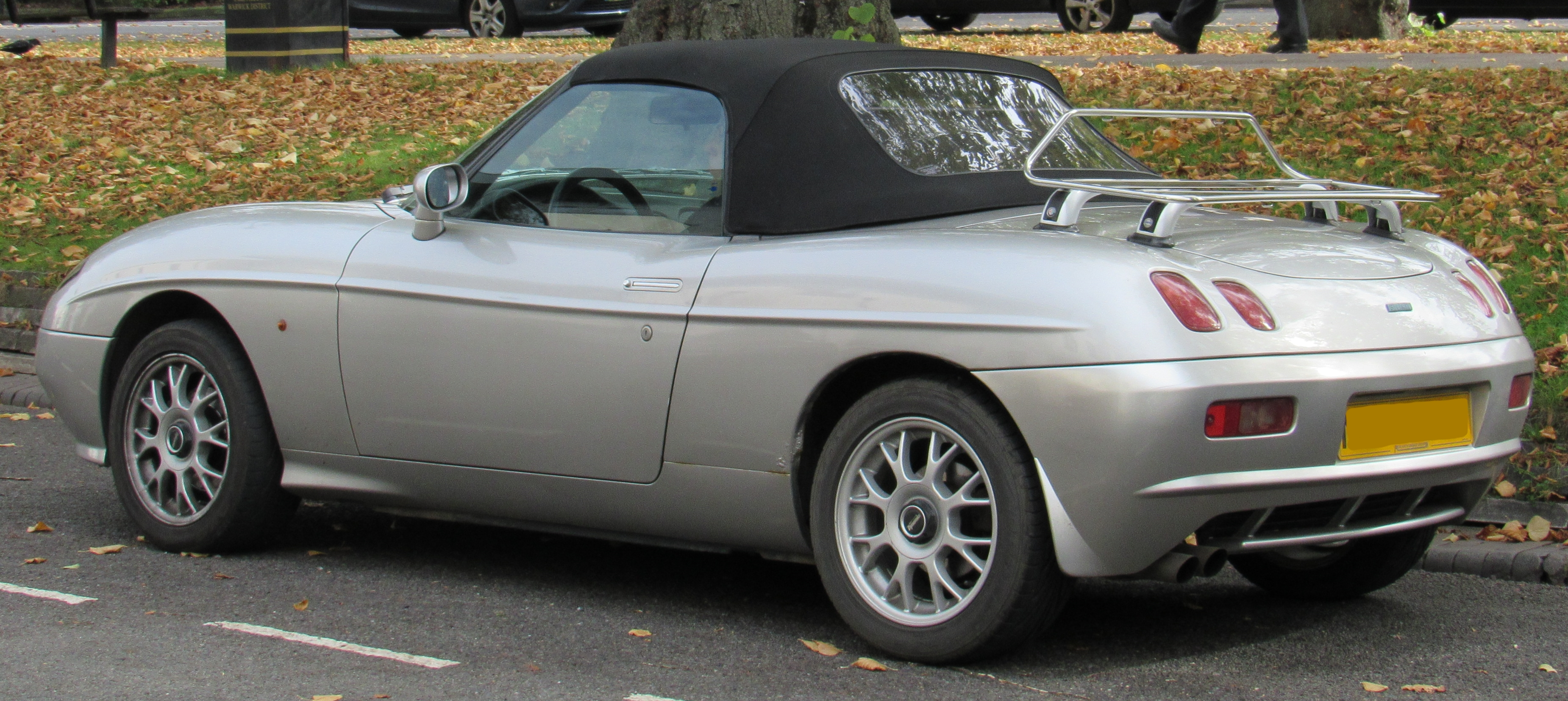

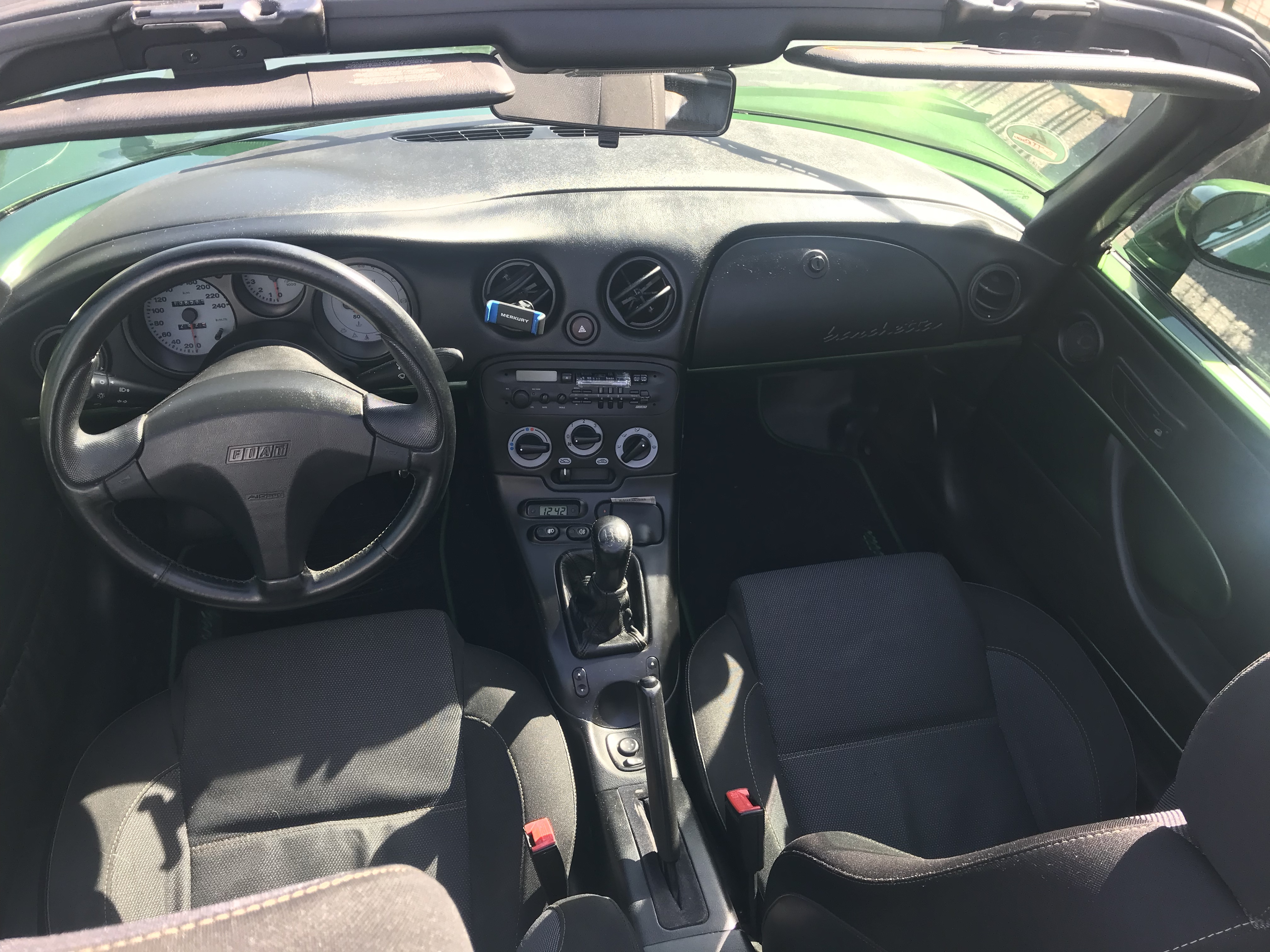

Автомобіль комплектувався 1,8-літровим чотирьох-циліндровим бензиновим двигуном потужністю 131 к.с. (96 кВт) і максимальним обертовим моментом 164 Нм при 4300 об/хв. Максимальна швидкість автомобіля становить 200 км/год, прискорення від 0-100 км/год відбувається за 8,9 секунди, витрата палива (комбінований цикл) 8,4 л/100 км (норми токсичності Євро-3).
Всього виготовлено 57 791 автомобілів.

## Двигун
- 1.8 16V	1747 см³	4	131 к.с. при 6300 об/хв	164 Нм при 4300 об/хв